# 依洛拉达乡
依洛拉达乡，是中华人民共和国四川省凉山彝族自治州美姑县曾经下辖的一个乡。2021年1月12日，撤销依洛拉达乡、子威乡和佐戈依达乡，设立新桥镇。以原依洛拉达乡、原子威乡和原佐戈依达乡所属行政区域为新桥镇的行政区域。

## 行政区划
依洛拉达乡撤销前下辖以下地区：
依洛尔合村、且摸村、依觉村、库莫村和母觉村。